# Literacy
Literacy är ett engelskt ord som i svenska översätts till läskunnighet, att skriva och läsa. Ordet används sedan i svenska för en utvidgad betydelse av att kommunicera med skrift. Utvecklingen av begreppet har inneburit att begreppet har vidgats och innefattar i dag även bilder, symboler, olika medier, multimodala texter, muntligt språkbruk i både monolog och dialog, dans, rörelser, musik genom ljud, gestik och ansiktsuttryck . Idag ser man begreppet literacy som något en individ använder sig av i sin omgivning tillsammans med andra från att tidigare ha sett literacy som en färdighet hos en individ. 

## Begreppets definition på svenska
Begreppets översättning till svenska har diskuterats i flera år men ännu finns ingen egentlig översättning. Forskare har olika syn på hur begreppet literacy ska betraktas och användas i svenska språket. Ett exempel är Roger Säljö  som menar att literacy är en social aktivitet och benämner literacy i sin översättning till svenska som ”skriftspråkliga aktiviteter”. Säljö poängterar vikten av samspelet med andra i sin förklaring av literacy. Ett annat exempel är Laurie Makin och Criss Jones Diaz som hävdar att literacy är något som sker hos en individ i och med att individens tidigare erfarenheter bearbetas om med den nya informationen som individen tar till sig under hela lässituationen. De menar vidare att om begreppet endast är individinriktat och enbart innefattar färdigheter hos en individ, missar man den sociala praktik som påverkar situationen och dess innehåll. De gör även en koppling till Lev Vygotskijs uppfattning utifrån det sociokulturella perspektivet på inlärning hos barn, som innebär att barn lär i samspel med andra människor och i olika sammanhang, exempelvis kulturella sammanhang, familjära sammanhang, samhälleliga sammanhang etc  .

## Emergent literacy
Emergent literacy är ett forskningsfält som arbetades fram mellan 1970- och 1980-talet då barns skriftspråklighet började ses hos yngre barn och att de i samspel med andra skaffar sig erfarenheter och lärdomar i läsande och skrivande under en successiv process . Under denna forskningsepok tog utvecklingen två viktiga steg framåt; dels erkändes barnens egen roll i sin utveckling inom literacy samt att begreppet literacy vidgades till att omfatta skriftspråkliga beteenden utanför den formella undervisningen i skolan. I och med denna utveckling av begreppet literacy vidgades dess innebörd till att omfatta även sociala sammanhang i barns tidiga ålder samt att literacy erövrades genom meningsskapande istället för under en formell undervisning . Nyzeeländske forskaren Marie Clay  anser också att barns vägar in i skriftspråket börjar i tidig ålder och att det är en social aktivitet där lärande sker tillsammans med andra människor. Alla människor är med om literacy events genom livet men för att bli skriftspråklig krävs det enligt Marie Clay, ett lärande för att kunna erövra förmågan att kunna skriva och läsa ett språk. David Barton som är en engelsk forskare menar att barns vägar in i skriftspråket börjar redan när de föds och, precis som Marie Clay, menar att samspel mellan människor banar väg för lärande inom läsande och skrivande.

## Digital literacy och Early Childhood Literacy
Idag ses literacy som ett vidgat begrepp som omfattar flera olika uttryckssättförsl. Detta innebär också att digitala kommunikationssätt omfattas eftersom de digitala kommunikationssätten innehåller texter, bilder, symboler, talat språk och möjligheten att kommunicera i dialog genom digitala verktyg, möjligheten att producera skriftspråkliga texter samt multimodala texter osv . Digital literacy är nära kopplat till Sveriges förskolor idag som enligt Lpfö 98 rev.16  ska erbjuda barn att lära om digitala kommunikationsformer och därmed utforska ny teknik. Susanne Kjällander, fil dr i didaktik, skriver att Digital literacy handlar om ett sammanhang som inbegriper att via alla dess olika kommunikationsformer producera språk, däribland lärplattan som är förekommande i svenska förskolor. Enligt forskaren Monica Nilsson (2010) innebär detta steg i utvecklingen också krav på föregående generation att lära sig och förstå dessa digitala kommunikationsformer, för att kunna erkänna och bemöta barn i deras uttryckssätt. Susanne Kjällander ingår även in en forskningsgrupp som har arbetat fram ”Designs for learning”, ett perspektiv som har utvecklats för att förskollärare och förskolebarn på ett lättare sätt ska kunna möta de nya krav som samhället ställer i och med digitaliseringen av samhället. Perspektivet innebär olika sätt att analysera barns literacy och kan på detta sätt vara ett hjälpmedel för förskollärare att synliggöra och förstå barns literacy i förskolor. Digital literacy och perspektivet Designs for learning ligger relativt nära begreppet early childhood literacy som innebär enligt Gillen och Hall (2003, s 9) att barns literacy är ett för barnen meningsfullt och användbart sätt att kommunicera och inte skall ses som icke fulländad kunskap om läs- och skrivkunnighet. Vidare menar de att barns literacy bör erkännas fulländat i tiden och att utveckling av olika uttryckssätt förekommer, istället för att se barns literacy som en ofullständig del i utvecklingen på väg att bli fulländad längre fram. Med detta menas att de olika uttryckssätt som barn idag använder sig av för att förmedla sig kan utveckla sig i form av olika kombinationer av uttryckssätt; multimodala texter kombinerat med talat språk, exempelvis ett yngre barn som berättar om något i kombination med multimodal text; talat språk i monolog kombinerat med skriftspråk, exempelvis vid presentationer.

## Literacy events och literacypraktiker
Literacy events innebär situationer där lärande av läsning och skrivning pågår. Detta kan ske när som helst och var som helst, samt i vilken ålder som helst. Literacy events är alltså de situationer som föreligger emergent literacy. Dessa situationer kan exempelvis vara ett barn som lärt sig telefonnumret hem, där barnet har en förståelse för att numret har en betydelse och inte bara är siffror som slumpmässigt skrivits ner. Situationer som bidragit till att barnet lärt sig detta kan ses som ett literacy events   Literacy events innebär att skriv och språkinlärning praktiseras i olika sammanhang och de människor som tillhör liknande sammanhang kan förstå en annan individs events eftersom de oftast delar förståelsen av de rådande omständigheterna; kulturella sammanhang, ekonomiska förutsättningar, social historia etc. 

## Critical literacy
Literacy innebär mer än att kunna skriva och läsa. Critical literacy innebär att en människa har förmågan att, utöver definitionen av literacy, förhålla sig kritisk till texter som de läser.. Literacy omfattar idag också bilder, symboler, texter, talat språk i dialog och monolog, kommunikation via olika medier samt multimodala texter (text och bild som tillsammans kommunicerar ett budskap). I och med att begreppet literacy har vidgats under sin utveckling innebär detta också enligt definitionen av critical literacy, att det numer finns fler kommunikativa källor att förhålla sig kritiska till. Paulo Freire är ett känt exempel inom begreppet critical literacy. Freire arbetade med människor i Chile och Brasilien, som förr tillhörde den lägre fattigare samhällsklassen. Freire synliggjorde via sitt arbete att lära sig läsa inte bara bestod av den tekniska färdigheten att avkoda ord, utan menade att människorna skulle bli mer medvetna om sitt samhälle där de verkade och använde sig av, för dessa människor, laddade ord. Laddade ord i Freires mening var ord som dessa människor hade en stark anknytning till. Freire samtalade om dessa ord med de människor han undervisade och på det sättet blev läsning och skrivundervisningen integrerade med varandra, samtidigt som människorna som ingick i hans undervisning fick ökad förståelse för hur omvärlden och deras eget samhälle fungerade.   I nutid kan man översätta detta till att barn och elever i förskola och skola i Sverige, bör få erfarenhet av att kritiskt granska de bilder av deras egen verklighet som förmedlas via olika medier. 